# Katrin Kerkau
Katrin Kerkau (* 1987 oder 1986 in Deutschland) ist eine deutsche Special Olympics Tischtennisspielerin aus Thüringen, die Medaillen bei den Special Olympics World Summer Games 2015 und den Special Olympics World Summer Games 2023 in Berlin gewann.

## Leben und Karriere
Kerkau begann 2006 Tischtennis zu spielen. Seit 2015 hat sie eine Unified-Partnerin, das ist eine Athletin ohne Handicap, die mit ihr zusammen bei Doppel Wettbewerben spielt. Beide Athletinnen sind Mitglieder beim SV Schleusingen 90, der schon lange Menschen mit geistiger Beeinträchtigung inkludiert, und trainieren mit Uta Schellenberger.
Nach eigenen Angaben nimmt Kerkau seit 2006 regelmäßig an nationalen Special Olympics Spielen teil. 2015 war Kerkau Teil der deutschen Delegation für die Special Olympics World Summer Games in Los Angeles. Sie trat in drei Wettbewerben an. Zusammen mit ihrer Unified-Partnerin Sina Schellenberger gewann sie ohne Satzverlust beim Damen-Doppel die Goldmedaille. Im Damen Einzel erlangte Kerkau die Silbermedaille und mit ihrem Teamkollegen Oliver Burbach konnte sie noch eine Goldmedaille im Mixed Doppel gewinnen. Katrin Kerkau und Sina Schellenberger waren während der Weltspiele auch Athletensprecherinnen für das deutsche Team.
Für die Weltspiele 2023 in Berlin konnte sich Kerkau wieder qualifizieren und nahm auch mit Schellenberger an den Unified-Doppel-Wettbewerb teil, wo sie auf den dritten Platz kamen. Im Tischtennis Einzel (30-D1) gelangte Kerkau auf den vierten Platz.
Kerkau lebt in der thüringischen Stadt Schleusingen und arbeitet seit Anfang 2023 im inklusiven Stadtcafé als Bedienung.